# Puakenikeni
«Puakenikeni» es una canción de Nicole Scherzinger con Brick & Lace, escrita por Nicole Scherzinger, Aliaune Thiam, Giorgio Tuinfort, Nailah Thorbourne y Janelle Thorbourne, y producida por Akon. Ésta fue lanzada alrededor del mundo como el tercer sencillo internacional del álbum Her Name Is Nicole durante el primer cuarto del año 2008.
- Datos: Q2294588